# Mentuhotep II
Nebhotepre Mentuhotep II  (2046–1995. pre nove ere) bio je faraon 11. dinastije, sin Intefa III od Egipta i niže kraljice po imenu Iah. Vlastita supruga mu je bila 'kraljeva majka' Tem. Ostale supruge su bile Neferu (vlastita sestra) i pet žena pokopanih u njegovom zagrobnom kompkleksu. Jedini poznati sin mu je bio Mentuhotep III. 
Kralj je svoje ime promenio nekoliko puta tokom vladavine, najverojatnije kako bi označio važne političke događaje. Prestolno ime mu je bilo Nebhepetre, a poznat je kao prvi vladar Srednjeg egipatskog carstva. Torinski kanon mu pripisuje vladavinu od 51 godine.
U 14. godini njegove vladavine se dogodio ustanak. Moguće je da je u pitanju bio rat Mentuhotepa II protiv suparničke 10. dinastije u Herakleopolisu Magni. O tim događajima se malo zna.
Mentuhotep je nakon toga ponovno ujedinio drevni Egipat, po prvi put od vremena 6. dinastije. Tačan datum ujedinjenja nije poznat.
Takođe je poznat po vojnim pohodima na jug protiv Nubije, koja je stekla nezavisnost za vreme Prvog prelaznog perioda Egipta. Takođe postoje dokazi o vojnoj aktivnosti u oblasti Palestine. Kralj je reorganizovao zemlju i postavio vezira na čelo uprave. Veziri za vreme njegove vladavine su bili Ipi i Dagi. Blagajnik je bio Khet, koji je isto tako učestvovao u kraljevom sed festivalu. Sledio ga je Meketre. Vojskovođa je bio izvesni Intef o kome se zna po njegovom grobu u Tebi.
Sahranjen je u velikoj grobnici koju je sagradio u Deir el-Bahriju. Mentuhotep II je sagradio hramove i kapele širom Gornjeg Egipta.

## Literatura i spoljašnje veze
- (језик: енглески)